# PAN AM

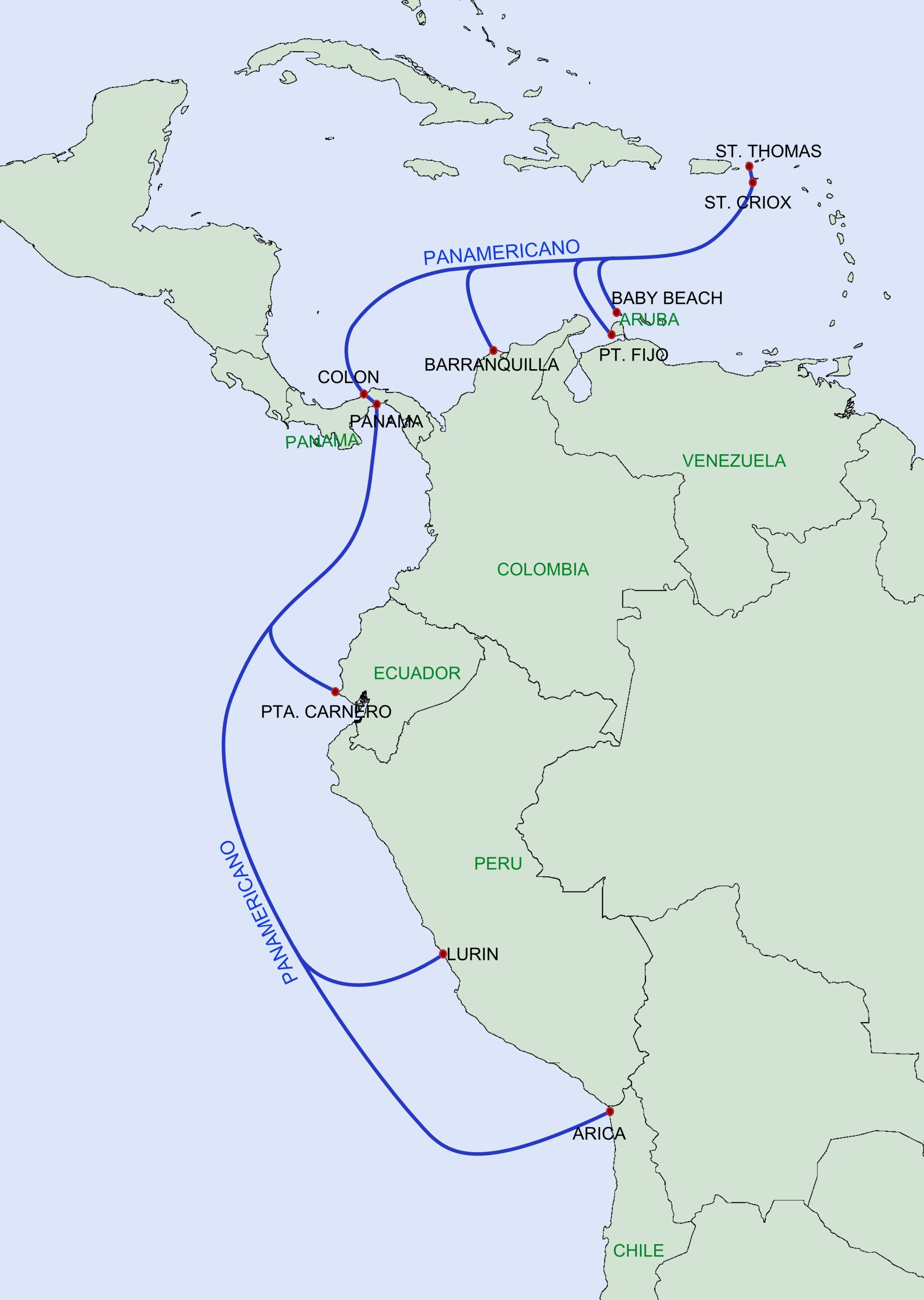
Leitungsverlegung

PAN AM (Pan-Amerika) war ein ehemaliges Seekabel, welches für die Telekommunikation verwendet wurde. Das Seekabel mit einer Länge von 7225 km verband die Länder der Karibik (Aruba, Venezuela und die Amerikanischen Jungferninseln) über Panama mit der Westküste von Südamerika (Chile, Peru, Ecuador und Kolumbien).

## Geschichte
Das Kabel wurde vom Pan American Submarine Cable Consortium verlegt, einem Konsortium von 44 Telekommunikationsunternehmen, welches im Dezember 1996 gegründet wurde. Initiator war AT&T Submarine Systems Inc. und den Bau führte TYCO Submarine Networks durch.
Auf Beschluss der Mitglieder des Konsortiums wurde das panamerikanische Kabelsystem aufgrund hoher Betriebskosten und der Unmöglichkeit, seine Kapazität zu erweitern, am 31. Dezember 2021 abgeschaltet.

## Technische Daten
PAN AM verband acht Länder mit elf Stationen. Das Kabel startete mit einer Kapazität von 2,5 Gbit/s. Es wurde im Februar 2010 erweitert und seine SDH-Technologie auf DWDM umgestellt. Je nach Abschnitt kann es nun 50 bzw. 40 Gbit/s.
Das Kabel bestand aus zwei Faserpaaren und ist in vier Ringe aufgeteilt. Der erste Ring um die Jungferninseln Saint Thomas und Saint Croix. Der zweite Ring Saint Croix, Punto Fijo (Venezuela), Barranquilla (Kolumbien), Colón und Panama (Panama) sowie Baby Beach (Aruba). Der dritte Ring verband Colon und Panama. Der pazifische Ring verband Panama (Panama), Punta Carnero (Ecuador), Lurin (Peru) und Arica (Chile).